# Giro del Delfinato 2021
Il Giro del Delfinato 2021, settantatreesima edizione della corsa e valido come diciannovesima prova dell'UCI World Tour 2021 categoria 2.UWT, si svolse in otto tappe dal 30 maggio al 6 giugno 2021 su un percorso di 1 205,3 km, con partenza da Issoire e arrivo a Les Gets, in Francia. La vittoria fu appannaggio dell'australiano Richie Porte, che completò il percorso in 29h37'05", alla media di 40,695 km/h, precedendo il kazako Aleksej Lucenko e il britannico Geraint Thomas.
Sul traguardo di Les Gets 118 ciclisti, su 147 partiti da Issoire, portarono a termine la competizione.

## Tappe
| Tappa  | Data      | Percorso                                       | km     | Vincitore di tappa | Leader cl. generale |
| ------ | --------- | ---------------------------------------------- | ------ | ------------------ | ------------------- |
| 1ª     | 30 maggio | Issoire > Issoire                              | 182    | Brent Van Moer     | Brent Van Moer      |
| 2ª     | 31 maggio | Brioude > Saugues                              | 173    | Lukas Pöstlberger  | Lukas Pöstlberger   |
| 3ª     | 1º giugno | Langeac > Saint-Haon-le-Vieux                  | 172,5  | Sonny Colbrelli    | Lukas Pöstlberger   |
| 4ª     | 2 giugno  | Firminy > Roche-la-Molière (cron. individuale) | 16,4   | Aleksej Lucenko    | Lukas Pöstlberger   |
| 5ª     | 3 giugno  | Saint-Chamond > Saint-Vallier                  | 175,4  | Geraint Thomas     | Lukas Pöstlberger   |
| 6ª     | 4 giugno  | Loriol-sur-Drôme > Le Sappey-en-Chartreuse     | 167,5  | Alejandro Valverde | Aleksej Lucenko     |
| 7ª     | 5 giugno  | Saint-Martin-le-Vieux > La Plagne              | 171,5  | Mark Padun         | Richie Porte        |
| 8ª     | 6 giugno  | La Léchère-les-Bains > Les Gets                | 147    | Mark Padun         | Richie Porte        |
| Totale | Totale    | Totale                                         | 1205,3 |                    |                     |

## Squadre e corridori partecipanti
| N.      | Cod. | Squadra                |
| ------- | ---- | ---------------------- |
| 1-7     | EFN  | EF Education-Nippo     |
| 11-17   | GFC  | Groupama-FDJ           |
| 21-27   | COF  | Cofidis                |
| 31-37   | IGD  | Ineos Grenadiers       |
| 41-47   | TJV  | Jumbo-Visma            |
| 51-57   | MOV  | Movistar Team          |
| 61-67   | BOH  | Bora-Hansgrohe         |
| 71-77   | ACT  | AG2R Citroën Team      |
| 81-87   | ISN  | Israel Start-Up Nation |
| 91-97   | AST  | Astana-Premier Tech    |
| 101-107 | ARK  | Team Arkéa-Samsic      |

| N.      | Cod. | Squadra                  |
| ------- | ---- | ------------------------ |
| 111-117 | LTS  | Lotto Soudal             |
| 121-127 | TBV  | Bahrain Victorious       |
| 131-137 | UAD  | UAE Team Emirates        |
| 141-147 | DQT  | Deceuninck-Quick Step    |
| 151-157 | TFS  | Trek-Segafredo           |
| 161-167 | BEX  | Team BikeExchange        |
| 171-177 | DSM  | Team DSM                 |
| 181-187 | BBK  | B&B Hotels               |
| 191-197 | IWG  | Intermarché-Wanty-Gobert |
| 201-207 | TQA  | Team Qhubeka Assos       |

## Dettagli delle tappe

### 1ª tappa
- 30 maggio: Issoire > Issoire – 182 km

Risultati
| Pos. | Corridore         | Squadra | Tempo    |
| ---- | ----------------- | ------- | -------- |
| 1    | Brent Van Moer    | Lotto   | 4h13'00" |
| 2    | Sonny Colbrelli   | Bahrain | a 25"    |
| 3    | Clément Venturini | AG2R    | s.t.     |

| Pos. | Corridore         | Squadra | Tempo    |
| ---- | ----------------- | ------- | -------- |
| 1    | Brent Van Moer    | Lotto   | 4h12'49" |
| 2    | Sonny Colbrelli   | Bahrain | a 30"    |
| 3    | Clément Venturini | AG2R    | a 32"    |

### 2ª tappa
- 31 maggio: Brioude > Saugues – 173 km

Risultati
| Pos. | Corridore          | Squadra  | Tempo    |
| ---- | ------------------ | -------- | -------- |
| 1    | Lukas Pöstlberger  | Bora     | 4h25'20" |
| 2    | Sonny Colbrelli    | Bahrain  | a 11"    |
| 3    | Alejandro Valverde | Movistar | s.t.     |

| Pos. | Corridore          | Squadra  | Tempo    |
| ---- | ------------------ | -------- | -------- |
| 1    | Lukas Pöstlberger  | Bora     | 8h38'32" |
| 2    | Sonny Colbrelli    | Bahrain  | a 12"    |
| 3    | Alejandro Valverde | Movistar | a 20"    |

### 3ª tappa
- 1º giugno: Langeac > Saint-Haon-le-Vieux – 172,5 km

Risultati
| Pos. | Corridore       | Squadra | Tempo    |
| ---- | --------------- | ------- | -------- |
| 1    | Sonny Colbrelli | Bahrain | 3h56'36" |
| 2    | Alex Aranburu   | Astana  | s.t.     |
| 3    | Brandon McNulty | UAE     | s.t.     |

| Pos. | Corridore         | Squadra | Tempo     |
| ---- | ----------------- | ------- | --------- |
| 1    | Lukas Pöstlberger | Bora    | 12h35'08" |
| 2    | Sonny Colbrelli   | Bahrain | a 2"      |
| 3    | Alex Aranburu     | Astana  | a 18"     |

### 4ª tappa
- 2 giugno: Firminy > Roche-la-Molière – cronometro individuale – 16,4 km

Risultati
| Pos. | Corridore       | Squadra    | Tempo  |
| ---- | --------------- | ---------- | ------ |
| 1    | Aleksej Lucenko | Astana     | 21'36" |
| 2    | Ion Izagirre    | Astana     | a 8"   |
| 3    | Kasper Asgreen  | Deceuninck | a 9"   |

| Pos. | Corridore         | Squadra    | Tempo     |
| ---- | ----------------- | ---------- | --------- |
| 1    | Lukas Pöstlberger | Bora       | 12h57'07" |
| 2    | Aleksej Lucenko   | Astana     | a 1"      |
| 3    | Kasper Asgreen    | Deceuninck | a 9"      |

### 5ª tappa
- 3 giugno: Saint-Chamond > Saint-Vallier – 175,4 km

Risultati
| Pos. | Corridore       | Squadra | Tempo    |
| ---- | --------------- | ------- | -------- |
| 1    | Geraint Thomas  | Ineos   | 4h02'15" |
| 2    | Sonny Colbrelli | Bahrain | s.t.     |
| 3    | Alex Aranburu   | Astana  | s.t.     |

| Pos. | Corridore         | Squadra    | Tempo     |
| ---- | ----------------- | ---------- | --------- |
| 1    | Lukas Pöstlberger | Bora       | 16h59'22" |
| 2    | Aleksej Lucenko   | Astana     | a 1"      |
| 3    | Kasper Asgreen    | Deceuninck | a 6"      |

### 6ª tappa
- 4 giugno: Loriol-sur-Drôme > Le Sappey-en-Chartreuse – 167,5 km

Risultati
| Pos. | Corridore          | Squadra  | Tempo    |
| ---- | ------------------ | -------- | -------- |
| 1    | Alejandro Valverde | Movistar | 3h52'53" |
| 2    | Tao Geoghegan Hart | Ineos    | s.t.     |
| 3    | Patrick Konrad     | Bora     | s.t.     |

| Pos. | Corridore       | Squadra | Tempo     |
| ---- | --------------- | ------- | --------- |
| 1    | Aleksej Lucenko | Astana  | 20h52'16" |
| 2    | Ion Izagirre    | Astana  | a 8"      |
| 3    | Wilco Kelderman | Bora    | a 12"     |

### 7ª tappa
- 5 giugno: Saint-Martin-le-Vieux > La Plagne – 171,5 km

Risultati
| Pos. | Corridore          | Squadra  | Tempo    |
| ---- | ------------------ | -------- | -------- |
| 1    | Mark Padun         | Bahrain  | 4h35'07" |
| 2    | Richie Porte       | Ineos    | a 34"    |
| 3    | Miguel Ángel López | Movistar | a 43"    |

| Pos. | Corridore       | Squadra | Tempo     |
| ---- | --------------- | ------- | --------- |
| 1    | Richie Porte    | Ineos   | 25h28'06" |
| 2    | Aleksej Lucenko | Astana  | a 17"     |
| 3    | Geraint Thomas  | Ineos   | a 29"     |

### 8ª tappa
- 6 giugno: La Léchère-les-Bains > Les Gets – 147 km

Risultati
| Pos. | Corridore        | Squadra | Tempo    |
| ---- | ---------------- | ------- | -------- |
| 1    | Mark Padun       | Bahrain | 4h06'49" |
| 2    | Jonas Vingegaard | Jumbo   | a 1'36"  |
| 3    | Patrick Konrad   | Bora    | s.t.     |

| Pos. | Corridore       | Squadra | Tempo     |
| ---- | --------------- | ------- | --------- |
| 1    | Richie Porte    | Ineos   | 29h37'05" |
| 2    | Aleksej Lucenko | Astana  | a 17"     |
| 3    | Geraint Thomas  | Ineos   | a 29"     |

## Evoluzione delle classifiche
| Tappa              | Vincitore          | Classifica generale Maglia gialla | Classifica a punti Maglia verde | Classifica scalatori Maglia blu a pois | Classifica giovani Maglia bianca | Classifica a squadre |
| ------------------ | ------------------ | --------------------------------- | ------------------------------- | -------------------------------------- | -------------------------------- | -------------------- |
| 1ª                 | Brent Van Moer     | Brent Van Moer                    | Brent Van Moer                  | Brent Van Moer                         | Brent Van Moer                   | Lotto Soudal         |
| 2ª                 | Lukas Pöstlberger  | Lukas Pöstlberger                 | Sonny Colbrelli                 | Matthew Holmes                         | Ilan Van Wilder                  | Bora-Hansgrohe       |
| 3ª                 | Sonny Colbrelli    | Lukas Pöstlberger                 | Sonny Colbrelli                 | Matthew Holmes                         | Ilan Van Wilder                  | Bora-Hansgrohe       |
| 4ª                 | Aleksej Lucenko    | Lukas Pöstlberger                 | Sonny Colbrelli                 | Matthew Holmes                         | Ilan Van Wilder                  | Bora-Hansgrohe       |
| 5ª                 | Geraint Thomas     | Lukas Pöstlberger                 | Sonny Colbrelli                 | Matthew Holmes                         | Ilan Van Wilder                  | Bora-Hansgrohe       |
| 6ª                 | Alejandro Valverde | Aleksej Lucenko                   | Sonny Colbrelli                 | Matthew Holmes                         | Ilan Van Wilder                  | Ineos Grenadiers     |
| 7ª                 | Mark Padun         | Richie Porte                      | Sonny Colbrelli                 | Lawson Craddock                        | David Gaudu                      | Ineos Grenadiers     |
| 8ª                 | Mark Padun         | Richie Porte                      | Sonny Colbrelli                 | Mark Padun                             | David Gaudu                      | Ineos Grenadiers     |
| Classifiche finali | Classifiche finali | Richie Porte                      | Sonny Colbrelli                 | Mark Padun                             | David Gaudu                      | Ineos Grenadiers     |

Maglie indossate da altri ciclisti in caso di due o più maglie vinte
- Nella 2ª tappa Sonny Colbrelli ha indossato la maglia verde al posto di Brent Van Moer, Cyril Gautier ha indossato quella blu a pois al posto di Brent Van Moer e Patrick Gamper ha indossato quella bianca al posto di Brent Van Moer.

## Classifiche finali

### Classifica generale - Maglia gialla
| Pos. | Corridore          | Squadra  | Tempo     |
| ---- | ------------------ | -------- | --------- |
| 1    | Richie Porte       | Ineos    | 29h37'05" |
| 2    | Aleksej Lucenko    | Astana   | a 17"     |
| 3    | Geraint Thomas     | Ineos    | a 29"     |
| 4    | Wilco Kelderman    | Bora     | a 33"     |
| 5    | Jack Haig          | Bahrain  | a 34"     |
| 6    | Miguel Ángel López | Movistar | a 38"     |
| 7    | Ion Izagirre       | Astana   | s.t."     |
| 8    | Ben O'Connor       | AG2R     | a 47"     |
| 9    | David Gaudu        | Groupama | a 1'12"   |
| 10   | T. Geoghegan Hart  | Ineos    | a 1'57"   |

### Classifica a punti - Maglia verde
| Pos. | Corridore          | Squadra    | Punti |
| ---- | ------------------ | ---------- | ----- |
| 1    | Sonny Colbrelli    | Bahrain    | 91    |
| 2    | Kasper Asgreen     | Deceuninck | 58    |
| 3    | Alex Aranburu      | Astana     | 58    |
| 4    | Patrick Konrad     | Bora       | 56    |
| 5    | Alejandro Valverde | Movistar   | 51    |

### Classifica scalatori - Maglia blu a pois
| Pos. | Corridore       | Squadra | Punti |
| ---- | --------------- | ------- | ----- |
| 1    | Mark Padun      | Bahrain | 50    |
| 2    | Lawson Craddock | EF      | 33    |
| 3    | Michael Valgren | EF      | 26    |
| 4    | Matthew Holmes  | Lotto   | 21    |
| 5    | Jack Haig       | Bahrain | 16    |

### Classifica giovani - Maglia bianca
| Pos. | Corridore        | Squadra  | Tempo     |
| ---- | ---------------- | -------- | --------- |
| 1    | David Gaudu      | Groupama | 29h38'17" |
| 2    | A. Paret-Peintre | AG2R     | a 1'59"   |
| 3    | M.S. Jensen      | Trek     | a 5'44"   |
| 4    | Felix Gall       | DSM      | a 7'43"   |
| 5    | Jaakko Hänninen  | AG2R     | a 25'15"  |

### Classifica a squadre
| Pos. | Squadra            | Tempo     |
| ---- | ------------------ | --------- |
| 1    | Ineos Grenadiers   | 88h53'28" |
| 2    | Movistar Team      | a 4'09"   |
| 3    | Bahrain Victorious | a 14'04"  |
| 4    | AG2R Citroën Team  | a 21'32"  |
| 5    | Jumbo-Visma        | a 27'20"  |